# الجامعة التونسية للجولف
الجامعة التونسية للجولف (بالفرنسية: Fédération Tunisienne de Golf)‏ هي جامعة رياضية تونسية تأسست في 4 ديسمبر 1992، تشرف على رياضة الغولف في تونس.

## أهداف
تهدف الجامعة إلى:
- تنظيم وتطوير ومراقبة ممارسة رياضة الغولف بمختلف أشكالها على التراب التونسي.
- إدارة وتنسيق أنشطة الجمعيات التي تضم الأعضاء الممارسين لرياضة الغولف بمختلف أشكالها.
- الدفاع عن مصالح رياضة الغولف في تونس.

## المسيرون
- الرئيس: ماهر بوشماوي
- نائب الرئيس: محمد عزيز الفتني
- أمين مال: إيناس عبد اللطيف
- الأعضاء: حاتم قيقة - وليد عمر - فريهان بوشماوي - فريال درغوث

## عضوية
وهي عضو بالجامعة الدولية للجولف، الاتحاد الملكي العتيق للجولف والاتحاد الأفريقي للجولف.

## مقالات ذات صلة
- غولف

## وصلة خارجية
- الموقع الرسمي للجامعة التونسية للجولف.